# Austrosassia ponderi
Austrosassia ponderi is een slakkensoort uit de familie van de Cymatiidae. De wetenschappelijke naam van de soort werd voor het eerst geldig gepubliceerd in 1987 door Beu als Sassia ponderi.